# نوجوان مجرم (فیلم)
نوجوان مجرم (کره‌ای: 범죄소년) فیلمی محصول سال ۲۰۱۲ کره جنوبی به کارگردانی کانگ یی کوان است. این فیلم به عنوان نماینده کره جنوبی برای هشتاد و ششمین دوره جوایز اسکار انتخاب شد.